# 加藤慎章
加藤 慎章（かとう のりあき、1974年 - ）は、日本の経営者。GCLニューエナジー・ジャパンのCEOを経て、ETSホールディングスの代表取締役社長、連結子会社4社の代表取締役を兼任、2024年10月1日、ETSグループの代表取締役社長 に就任し、同日に東証スタンダード市場 への上場を果たした。愛知県出身。

## 経歴

### 学歴
- 1997年　横浜国立大学工学部卒業
- 1998年　バージニア工科大学日本政府国費留学(1年)
- 1999年　上海交通大学日本政府国費留学(6ヶ月)
- 2000年　横浜国立大学大学院修了工学修士
- 2015年　筑波大学大学院修了MBA(経営学修士)

### 職歴
- 2000年　中部電力株式会社
- 2007年　日本GE株式会社
- 2016年　ソネディックス・ジャパン株式会社
- 2018年　GCLニューエナジー・ジャパン(株)CEO(首席代表)
- 2020年　(株)ETSホールディングス代表取締役社長[5][6]
- 2024年　(株)ETSホールディングス代表取締役会長(現任)
- 2024年　(株)ETSグループ代表取締役社長(現任)

### 保有資格
- 技術士(衛生工学部門)[2]
- 一級建築士
- エネルギー管理士
- 建築設備士
- 認定ファシリティーマネージャー
- 不動産証券化協会認定マスター
- CASBEE(建築環境総合評価システム)性能評価員
- 空気調和・衛生工学会 設備士(空調・衛生)
- 宅地建物取引士
- 1級電気工事施工管理技士
- 1級管工事施工管理技士
- 1級土木施工管理技士
- 2級建築施工管理技士
- コンクリート技士
- 第二種電気工事士
- 甲種防火管理者
- 住宅性能評価員
- 初級システムアドミニストレーター
- 乙種4類危険物取扱者 他[7]